# Eine fast anständige Frau
Eine fast anständige Frau (Sibling Rivalry) ist eine US-amerikanische Filmkomödie von Carl Reiner aus dem Jahr 1990.

## Handlung
Die verheiratete Marjorie Turner ist frustriert. Ihre jüngere Schwester Jeanine gilt als nicht zielstrebig, ihre seit acht Jahren andauernde Ehe mit Harry, einem Arzt, sorgt für Spannungen zwischen Marjorie und dem Rest der Familie Harrys.
Marjorie verbringt leidenschaftliche Stunden mit einem unbekannten Mann, der, wie sich später herausstellt, ihr Schwager Charles jr. ist, der seine Familie besuchen will,  in einem Hotelzimmer. Charles jr. stirbt während des Liebesakts. Marjorie verliert im Hotel ihre Geldbörse, die von dem Handlungsreisenden Nicholas Meany aufgefunden wird. Er denkt, er sei für den Tod verantwortlich. Jeanine verliebt sich in den Bruder von Nicholas, Captain Wilbur Meany, der Polizeichef werden will.
Die Familie Turner erfährt vom Seitensprung. Nicholas stellt sich der Polizei, wird aber später freigelassen. Wilbur Meany wird zum Polizeichef befördert. Marjorie schreibt über die Ereignisse ein Buch.
Marjorie und Harry leben zeitweise getrennt, Harry ruft Marjorie von seinem Auto aus an und bittet um ein Treffen. Als sie einwilligt, sieht sie Harry direkt vor ihrem Haus. Er hat das Buch gelesen und auch eingesehen, dass er und seine Familie nicht unschuldig daran waren, dass es zum Seitensprung und den weiteren Verwicklungen gekommen ist, da er mehr auf seine Karriere geachtet hat und zu viel auf seine Eltern und Schwester gehört hat, als sich um seine Frau zu kümmern. Marjorie und Harry versöhnen sich.

## Kritiken
Roger Ebert bezeichnete die Komödie in der Chicago Sun-Times vom 26. Oktober 1990 als „leblos“ und „mechanisch“. Ihr würden „Energie“ und das richtige „Timing“ fehlen. Ebert kritisierte die Regie und lobte die Darstellung von Jami Gertz.
Desson Howe schrieb in der Washington Post vom 26. Oktober 1990, dass die Kenntnis einiger wenigen Szenen reichen würde, um den ganzen Film zu kennen. Er kritisierte die Regie von Carl Reiner und lobte die Darstellungen von Sam Elliott sowie Bill Pullman.
Das Lexikon des internationalen Films schrieb, die „im Aufbau der Situationskomik und Setzen der Pointen routinierte Komödie“ lasse „eine sichere Führung“ vermissen und schwanke „zwischen leichtem Witz und derben Geschmacklosigkeiten“.

## Hintergrund
Der Film wurde in Los Angeles und in Marin County (Kalifornien) gedreht. Er spielte in den Kinos der USA ca. 17,85 Millionen US-Dollar ein.